# Jinzhou (stacja kolejowa)
Jinzhou (chiń. 锦州站; pinyin Jǐnzhōu Zhàn) – stacja kolejowa w Jinzhou, w prowincji Liaoning, w Chińskiej Republice Ludowej.